# Sena-Dynastie
Die mittelalterliche Sena-Dynastie (ca. 1070–1230) folgte in weiten Teilen Bengalens der Pala-Dynastie nach. Hauptstadt war zuerst Nabadwip; später wurde der Regierungssitz etwa 200 km (Luftlinie) weiter nördlich nach Gaur verlagert – beide Städte liegen an der heutigen Ostgrenze des indischen Bundesstaats Westbengalen zu Bangladesch.

## Geschichte
Die Quellen zur Sena-Dynastie sind äußerst spärlich – ihre Herkunft aus dem südwestindischen Chalukya-Reich ist zwar inschriftlich bezeugt, aber unter Historikern nicht unumstritten. Als Dynastie-Gründer gilt Samantasena, der sich Ende des 11. Jahrhunderts in Bengalen niedergelassen haben soll; sein Sohn Hemantasena wird zwar in einer Inschrift als Maharajadhiraja bezeichnet, doch dürfte auch er nur ein Vasall der Pala gewesen sein. Erst mit Vijayasena kann man von einem unabhängig regierenden Sena-Fürsten sprechen. König Lakshmanasena wurde um das Jahr 1203 durch den muslimischen Heerführer und Usurpator Muhammad bin Bakhtiyar Khalji aus Bengalen vertrieben; er starb im Exil. Da Muhammad Khalji selbst bereits im Jahr 1206 ermordet wurde, regierten Keshavasena und Vishvarupasena noch einige Jahre weiter.

## Herrscher
- Samanta Sena (ca. 1070–1095)
- Hemanta Sena (ca. 1095–1096)
- Vijaya Sena (ca. 1096–1159)
- Vallala Sena (ca. 1159–1179)
- Lakshmana Sena (ca. 1179–1204)
- Keshava Sena (ca. 1204–1225)
- Vishvarupa Sena (ca. 1225–1230)

Darüber hinaus werden noch Surya Sena, Narayana Sena und Lakshmana Sena II. erwähnt.

## Kunst und Kultur
Die Senas waren Anhänger des Hinduismus; unter ihnen endete die bis dahin führende Rolle des Buddhismus in Bengalen. Einziges Bauwerk, das auf die Sena-Dynastie zurückgeführt werden kann, ist der später jedoch immer wieder veränderte Dhakeshwari-Tempel in Dhaka (Bangladesch). Zeugnisse aus dem Bereich der Bildkunst (Statuen, Gemälde) sind nicht bekannt, doch könnten einige der spät datierten Pala-Skulpturen genauso gut den Sena zuzurechnen sein. Unter König Lakshmanasena erlebte die höfische Literatur eine Blütezeit.